# Jusuf Trbić

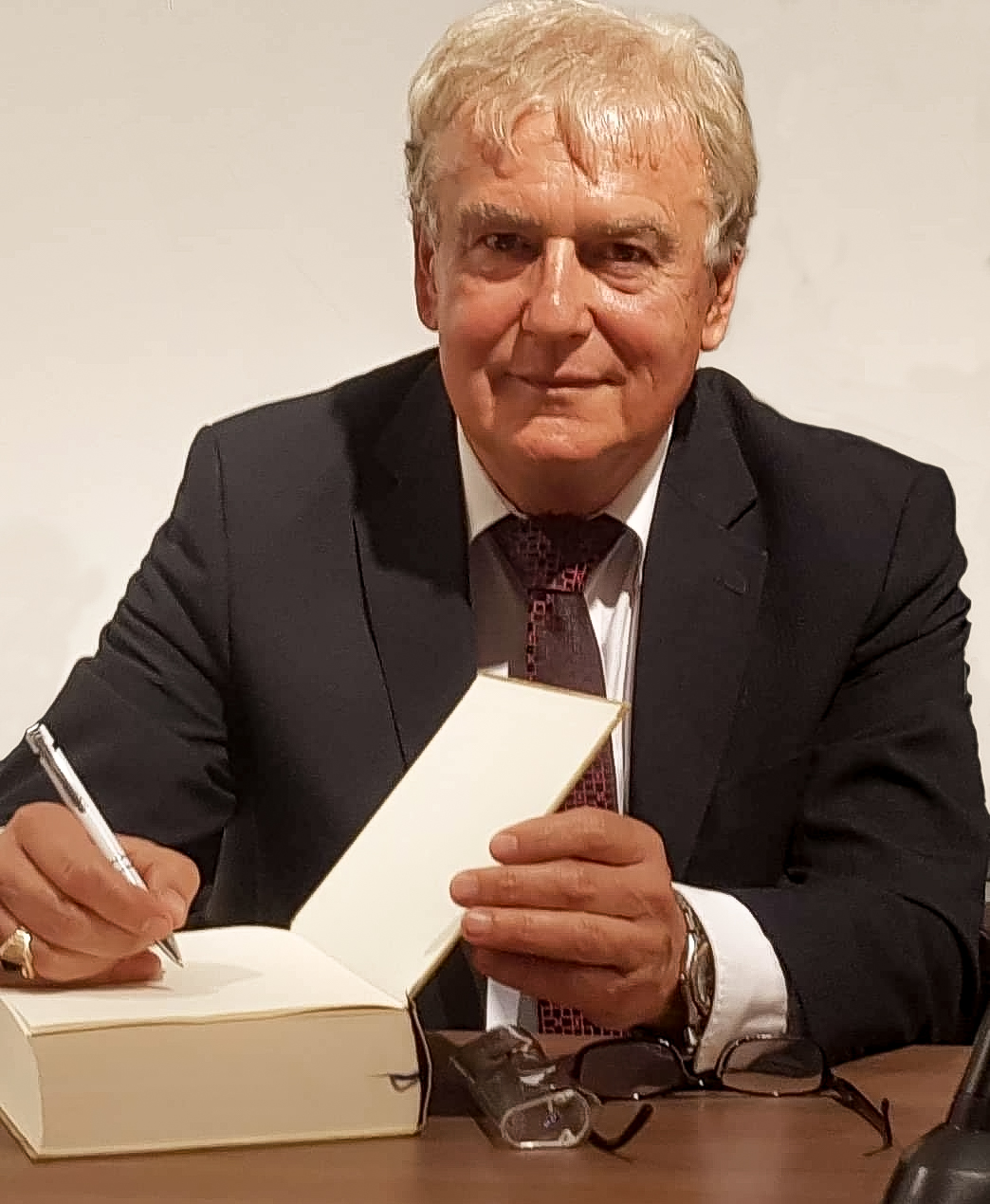
Jusuf Trbic (2021)

Jusuf Trbić (geboren am 18. April 1952 in Bijeljina, Jugoslawien) ist ein Schriftsteller, Autor, Dichter, Publizist, Journalist und Historiker. Er war vor dem Bosnienkrieg der Direktor der Radio- und Zeitungsanstalt in Bijeljina und ist derzeit Präsident der bosnischen Kulturgemeinschaft „Preporod“. Sein literarisches Werk konzentriert sich auf die Kriegs- und Nachkriegszeit des Bosnienkrieges von 1992 bis 1995.

## Leben
Geboren wurde er in dem Haus, in dem 27 Jahre später die Stadtbibliothek der Stadt Bijeljina gebaut wurde.

## Auszeichnungen
Autor des Jahres 2021, Buch „Razaranje Bosne“ (dt. Die Zerstörung Bosniens), 2021, Verlag „Bosanska Rijec“ (Das bosnische Wort).

## Verfilmungen
Der im August 2021 erschienene Film „Ubijeni prirodnom smrću“ (dt. Ermordet durch natürlichen Tod) des Medienhauses „Podrinjemedia“ verwendet hauptsächlich Daten aus der Forschungsarbeit von Jusuf Trbić und aus dem Buch „Majstori mraka“ (dt. Meister der Dunkelheit) aus dem Jahr 2007.

## Werke
- Gluho doba, (dt. Geisterstunde) Bijeljina, 2005, ISBN 9958-810-16-6.
- Gluho doba, 2.izdanje, (dt. Geisterstunde, 2. Ausgabe), Bijeljina, 2005, ISBN 9958-512-37-8.
- Mrakom počinje dan (dt. Der Tag beginnt mit der Dunkelheit), Bijeljina, 2005, ISBN 9958-512-32-7.
- Semberija u stihu i srcu (dt. Semberija im Gedicht und im Herzen), 2009: ISBN 978-9958-815-09-6.
- Majstori mraka (dt. Meister der Dunkelheit), 2007: ISBN 978-9958-512-38-4.
- Grad ni na nebu ni na zemlji (dt. Die Stadt, weder im Himmel noch auf Erden), 2007: ISBN 978-9958-512-39-1.
- Legenda o Bijeloj džamiji (dt. Die Legende der weißen Moschee), 2014: ISBN 978-9958-059-02-5.
- Tamni gosti (dt. Die dunklen Gäste)
- Istine i laži (dt. Wahrheiten und Lügen), 2013: ISBN 978-9958-815-13-3.
- Čuvari vremena (dt. Die Hüter der Zeit), 2006: ISBN 978-9958-820-71-7.
- Čuvari vremena, 2. izdanje, (dt. Die Hüter der Zeit, 2. Ausgabe): ISBN 978-9958-815-15-7.
- Dnevnik posrtanja (dt. Tagebuch des Stolperns), 2014: ISBN 978-9958-059-01-8.
- Brehtova opomena (dt. Brechts Warnung)
- Tri boje tame (dt. Die drei Farben der Dunkelheit), 2019: ISBN 978-9958-12-342-9.
- Razaranje Bosne (dt. Die Zerstörung Bosniens): ISBN 978-9958-12-369-6; Auszeichnung „Autor des Jahres“ der Buchmesse Sarajevo und dem Verlag „Bosanska rijec“ (Das bosnische Wort).

### Deutsche Übersetzungen
- Meister der Dunkelheit 92: deutsche Übersetzung von Majstori Mraka, 2017, ISBN 978-1-5204-4672-1.